# If You Could See Me Now
If You Could See Me Now ist ein Jazz-Titel, den Tadd Dameron 1946 komponierte. Der Song mit einem Text von Carl Sigman entwickelte sich zu einem Jazzstandard.

## Kennzeichen des Songs
Dameron schrieb diesen Song speziell für Sarah Vaughan. Die überwiegend in Dur gehaltene Hauptmelodie, die nach der Liedform A-A'-B-A" aufgebaut ist, ist nach dem Urteil von Hans-Jürgen Schaal „eine bis ins Detail ausbalancierte Erfindung.“ Das einprägsame Grundmotiv steigt zunächst über eine Oktave an, um dann eine Sekund abzusteigen (d-es-g-b-d-c) und findet einen Widerklang „in der verhangenen Chromatik der Antwortphrase (g-b-a-as-b-f).“ Der Songtext fängt den Charakter dieser beiden Eingangsphrasen ein: „If You could see me now/You'd see how blue I've been.“ „Auch in der zweiten Hälfte des A-Teils bewahrt sich die Melodie ihre Faszinationskraft“, indem es nun zu Bewegung in den Harmonien und bluesartigen Intervallen (mit einem Quintsturz im fünften Takt zwischen zwei Sekunden – b-h-e-es) kommt. Der B-Teil kommt ohne große musikalische Sprünge aus. Im Text geht es um die Gefühle einer Liebenden, die den Laufpass erhalten hat.

## Sarah Vaughans Interpretationen
Dameron arrangierte für die erste Plattenaufnahme eine Begleitung aus Jazz-Sextett und Streichern. Der Song kam nicht in die Charts, wurde aber die Erkennungsmelodie von Vaughan. 1998 wurde die erste Interpretation durch Vaughan, die für viele als definitive Version gilt, in die Grammy Hall of Fame aufgenommen. Vaughan hat den Song in den 1970er Jahren noch einmal (mit der Basie-Band) aufgenommen und auch in ihren Konzerten immer wieder vorgetragen.

## Weitere Aufnahmen
Zahlreiche Sängerinnen haben den Song übernommen, etwa Helen Merrill, Irene Kral, Sheila Jordan, Diane Schuur oder Claire Martin; Monica Zetterlund sang den Song auf Schwedisch. Tadd Dameron nahm den Song 1962 für sein Album The Magic of Tadd Dameron mit Barbara Winfield auf. Auch Sänger wie Mark Murphy, Mel Tormé (1995 mit Rob McConnell) und Andy Bey interpretierten den Song.
Zahlreiche Pianisten nahmen den Song auf, etwa Barry Harris, Randy Weston und vor allem Bill Evans, der den Song mehr als zwölf Mal aufnahm. Aber auch viele Gitarristen (von Wes Montgomery über Kenny Burrell und Peter Leitch bis hin zu Doug Raney) spielten die Ballade. Lyrische Freigeister wie Chet Baker und Lee Konitz nahmen den Song wiederholt auf. Der Song eroberte mit Versionen von Luis Bonilla und Tito Puente sogar den Latin Jazz. Arrangeure wie Gil Evans (Gil Evans and Ten, 1957) und Manny Albam (für Nancy Marano, 1997) entwickelten neue Orchestrierungen.

## Einzelanmerkungen
1. 1 2 3  Schaal: Jazz-Standards. S. 224f.
2. ↑  „Wenn Du mich jetzt sehn könntest/Könntest Du sehn, wie sehr ich gelitten habe.“
3. 1 2  If You Could See Me Now. Jazz Standards.com, abgerufen am 5. August 2012 (englisch).